# Sliver
«Sliver» — пісня американського гранж-гурту Nirvana. Спочатку вона вийшла як неальбомний сингл, в 1990 році на Sub Pop. DGC повторно випустив пісню на радіо, на підтримку збірки раритетів «Incesticide» в 1992 році.

## Список композицій
1. «Sliver» (Кобейн, Новоселіч)
2. «Dive» (Кобейн, Новоселіч)
3. «About a Girl» (виступ 9 лютого 1990 на Pine Street Theatre, Портленд, Орегон) [тільки на CD-версіях]
4. «Spank Thru» (виступ 9 лютого 1990 на Pine Street Theatre, Портленд, Орегон) [тільки на CD-версіях]

## Позиції в чартах
| Рік  | Чарт                               | Найвища позиція |
| ---- | ---------------------------------- | --------------- |
| 1990 | UK Singles Chart                   | 90              |
| 1992 | Irish Singles Chart                | 23              |
| 1992 | UK Singles Chart (повторний реліз) | 77              |
| 1993 | US Modern Rock Tracks              | 19              |